# 隅田光蔵
隅田 光蔵（すみだ こうぞう、1869年10月14日〈明治2年9月10日〉 - 没年不明）は、明治時代後期から昭和時代前期の実業家。紡績技術者。

## 経歴
広島県出身。隅田保兵衛の長男。1881年（明治14年）家督を相続する。明治初期に紡績会社を興したのち、鐘淵紡績に入社し技術を磨き、広島紡績を経て、谷口房蔵の経営する谷口紡績に入社。その後、谷口紡績は広島紡績を買収し、天満紡績となり、更に明治紡績を買収した。隅田は谷口の補佐役として取締役を務め、大阪合同紡績神崎工場長となった。その間、1922年（大正11年）には日本における国産精紡機第1号を完成させた。
ほか、同興紡績の発起人として名を連ね、同社取締役を歴任した。

## 親族
隅田家
- 父・保兵衛[2][3]
- 妻・ミドリ（1871年 - ?、新潟、石平弥三次の長女、石平音吉の養子）[1][2]
- 長女・晴子（1894年 - ?、広島、岩尾啓三の妻）[1][3][9]
- 男・潔（1896年 - ?）[4]
- 二女・秀子（1898年 - ?、島根、渡部生一の妻）[1][3][9]
- 女・政子（1903年 - ?）[3]
- 二男・善雄（1906年 - ?、東洋ゴム工業顧問）[3][10][11]
- 三男・勇（1909年 - ?、兵庫、浦光慈峰の養子）[1][2]
- 四男・整明（1909年 - ?、福島紡績勤務）[3][9]
- 五女・茂子（1912年 - ?）[3]